# Valse Dimitri III
De derde valse Dimitri (? - 1612), ook bekend als Pseudo-Demetrius III (Russisch: Лжедмитрий III; Lzjedmitri III) en de Dief van Pskov, was de laatste van drie pretendenten die zich voordeden als Dimitri Ivanovitsj in de hoop de troon van Rusland te kunnen bemachtigen. Hij was de meest enigmatische van de drie.
Deze derde valse Dimitri was in werkelijkheid vermoedelijk een diaken genaamd Sidorka. Hij dook op 28 maart 1611 onverwacht op in het Ingermanlandse plaatsje Ivangorod met de mededeling dat hij de verloren zoon van Ivan de Verschrikkelijke was. De Kozakken die de omgeving van Moskou plunderden erkenden hem op 2 maart 1612 als hun tsaar. Onder bedreiging van de Kozakken sloot ook de landadel van Pskov zich bij hem aan. 
Op 18 mei 1612 ontvluchtte de derde valse Dimitri Pskov. Hij werd gearresteerd en overgedragen aan de autoriteiten in Moskou, die hem ter dood veroordeelden.